# Monumento a Teodoro Cuesta

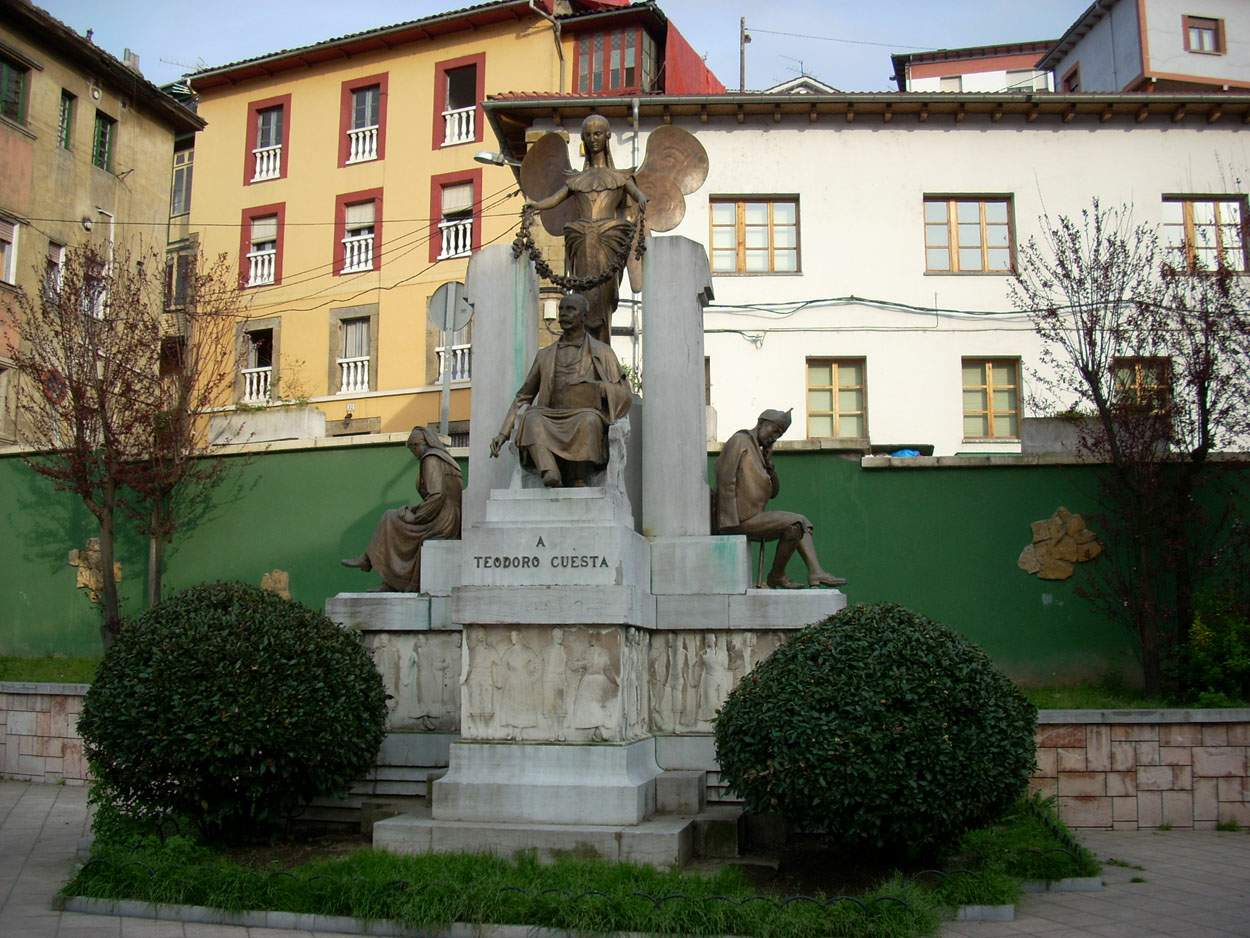
Vista general del monumento a Teodoro Cuesta

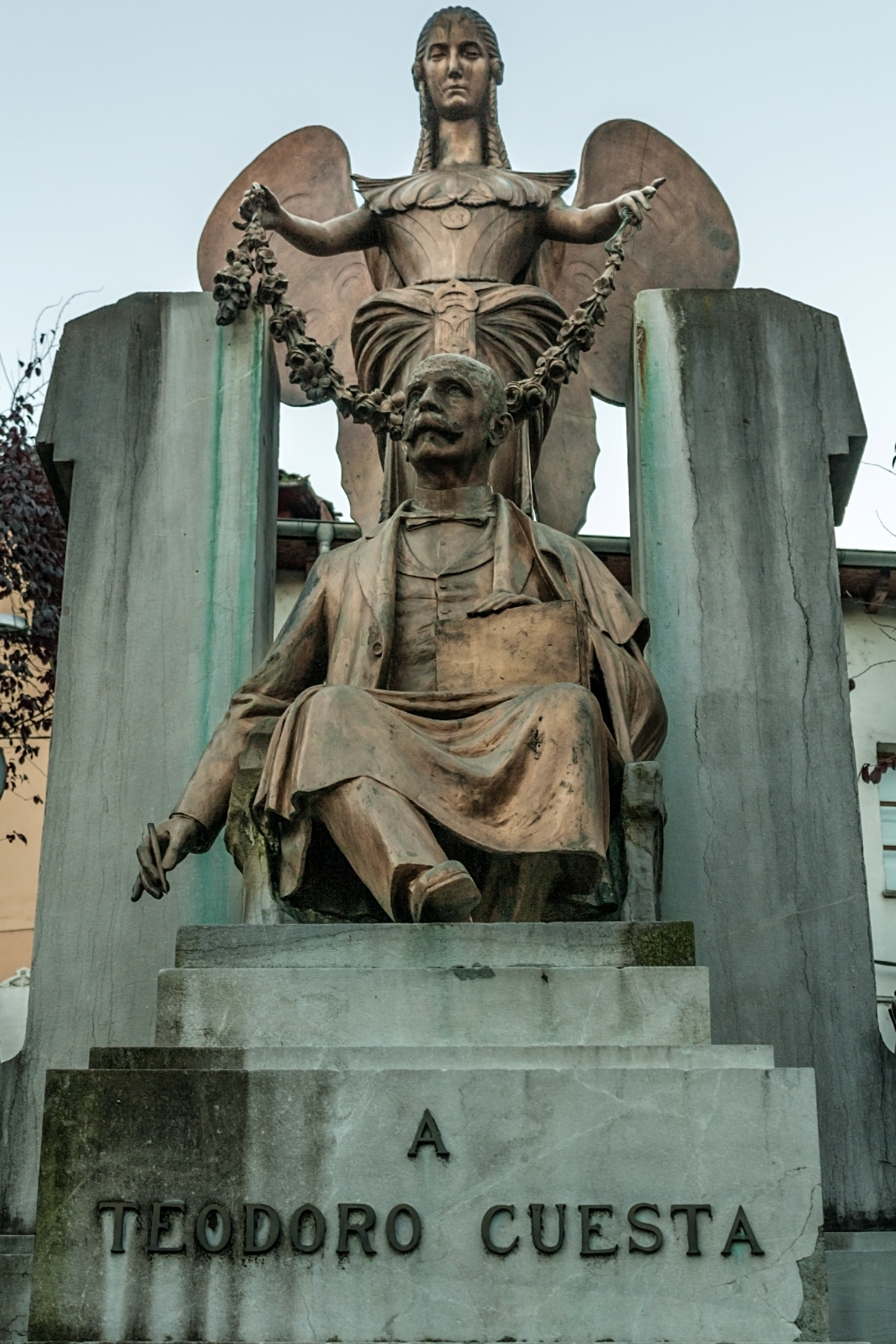
Detalle del monumento a Teodoro Cuesta.

El Monumento a Teodoro Cuesta es un conjunto escultórico erigido en 1932 en la ciudad de Mieres, Asturias, en memoria del escritor y folclorista local Teodoro Cuesta (1829-1895). Es obra del escultor ovetense Arturo Sordo Álvarez (1867–1938).

## Monumento a Teodoro Cuesta
Obra del escultor ovetense Arturo Sordo Álvarez  (1867 – 1938), responde a un proyecto ideado al menos en 1919 (como acredita la documentación municipal, que alude al comienzo de la suscripción pública por parte del Consistorio mierense demandada por el autor) que se demoraría unos años, como prueba el esbozo de un proyecto muy ambicioso (que no se corresponde con el ejecutado) y se publicó en 1926 tanto en el diario El Carbayón como en el Álbum literario anunciador de las fiestas de San Juan Bautista y Nuestra Señora del Carmen de Mieres de aquel mismo año.
Aunque la idea fuera hacer corresponder su erección con el centenario de su nacimiento (en La Pasera de Mieres, 9 de noviembre de 1829), aquel proyecto colectivo (puesto que fue promovido por el ayuntamiento y una comisión de vecinos) se demoró. Finalmente, entre 1931 y 1932, se dispuso la excelente escultura conmemorativa que hoy conservamos en el conocido como Fuerte, frente al Ayuntamiento de Mieres (parroquia). La primera foto conocida del monumento en dicha ubicación se incluyó en el Álbum de las fiestas de San Juan de 1933. 
No obstante, este emplazamiento fue temporal: en 1956 se tramita su traslado al parque o Jardines de Jovellanos, desde donde se documenta su traslado hacia 1977–1978 a su posición actual, en la plaza de La Pasera, ante la casa en la que nació y donde se dispone una placa conmemorativa de mármol. Aquí tuvo lugar una reinauguración en abril de 1978, con un acto que comprendió un homenaje literario, en el que se entregó un premio de poesía en asturiano. 
Se trata de una obra exenta, de voluntad monumental, ejecutada en piedra labrada y bronce, que consta de un basamento que –originalmente- fue de mayor altura, por disponer de una escalinata perimetral de cuatro peldaños hoy desaparecida, sobre la que se yergue un podio que recibe un friso corrido. Éste se adorna de un bajorrelieve que representa la danza prima, motivo alusivo no sólo a la tradición festiva del concejo en que nació el autor y se yergue el monumento, sino también a su condición de músico y su condición de asturianista. 
Dicho friso comprende una sucesión de figuras masculinas y femeninas, en alternancia, vestidas con el traxe´l país, con variedad de movimientos que sugieren la danza, enlazadas por manos y brazos, siendo notable la isocefalia e isopedalia de los mismos. 
El cuerpo central, escalonado igualmente, consta de dos imágenes opuestas por el dorso, de un hombre y una mujer, vestidos igualmente con la ropa tradicional de Asturias, que se muestran adormecidos o ensoñados. Su posición es sedente, al igual que la imagen central que se encuentra sobre un trono de piedra y que se presenta como eje, por lo que supone el elemento más relevante del conjunto: la escultura de bulto redondo en bronce de Teodoro Cuesta. Bajo su silla, en bronce igualmente, la leyenda “A/TEODORO CUESTA”. 
Aparece como un hombre maduro, bien vestido, con una capa sobre el traje y pajarita, que lleva en una mano una pluma o quizás una “xiblata” como aquella de plata que solía tocar. En la otra mano, un libro. Se trata de caracterizarlo como el intelectual que fue: a pesar de su modesto oficio, destacó como escritor y músico, siendo valorado en el ambiente ovetense y asturiano de su tiempo. 
Tras él aparece una figura extraña, figurativa pero no naturalista, quizás un tanto expresionista y desde luego, de factura diferente al resto de la obra. Tal diferencia podría derivarse de su condición mitológica: se trataría de Calíope, la musa grecolatina de la poesía, que lleva un extraño vestido, alas similares a las de una mariposa y dispone sobre su cabeza una guirnalda de flores, que reconocería sus méritos o virtudes. 
Se trata de un monumento realizado con un evidente planteamiento frontal, en el que existe esmero igualmente de los costados pero cuya trasera carece de ornamentación: en todas sus ubicaciones se encontraba oculta de la vista pública, ya fuera con una pared trasera o en el parque, sobre las vías del tren que circulaban por la calle Numa Guilhou.